# Hampshire megye (Nyugat-Virginia)
Hampshire megye az Amerikai Egyesült Államokban, azon belül Nyugat-Virginia államban található. Megyeszékhelye és legnagyobb városa Romney. Lakosainak száma 23 093 fő (2020. április 1.). Hampshire megye Allegany, Hardy, Morgan, Frederick, Mineral és Grant megyékkel határos.

## Népesség
A megye népességének változása:
| Lakosok száma | 23 954 | 23 800 | 23 713 | 23 445 | 23 353 | 23 093 |
|               | 2010   | 2011   | 2012   | 2013   | 2015   | 2020   |